# Pholcus ancoralis
Pholcus ancoralis là một loài nhện trong họ Pholcidae. Loài này được phát hiện ở Nieuw Caledonië, Nieuwe Hebriden, quần đảo Salomons, Micronesia, Polynesië và Hawaii.